# Luxiaria grammaria
Luxiaria grammaria là một loài bướm đêm trong họ Geometridae.